# マレシア植物区系区

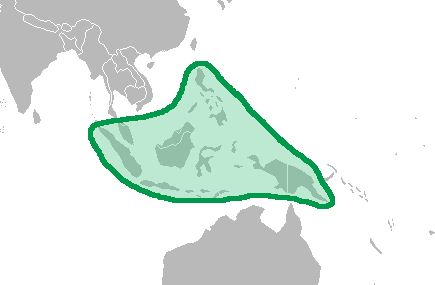
Malesia

マレシア植物区系区(もしくはマレー群島区系など、Malesia)は、フィリピン諸島、マレー半島、スマトラ島、ボルネオ島、ジャワ島、スラウェシ島、ニューギニア島などから成る、植物区系区のひとつ。スンダランド地区、ワラセア地区、フィリピン地区、ニューギニア･ビスマルク諸島地区を含む。
生物地理区においては、東洋区とオーストラリア区にまたがる。